# DJ Furax
Alexandre Schippers (10 november 1973), beter bekend onder de naam DJ Furax, is een Belgische dj.
Al op zijn tiende begon hij met het maken van muziek. Tegenwoordig is hij bekend van zijn muziek in de stijlen techno, trance, jump, hardstyle, hardtrance, hardcore en retro.
Big Orgus is een van zijn grootste hits. Het was de best verkochte grammofoonplaat in Frankrijk in 2003 en stond drie maanden lang in de hitparade.